# Râul Botna
Râul Botna este un afluent al râului Nistru care trece prin unele localități din centrul Republicii Moldovei. Botna izvorăște pe panta sud-estică a unui versant glisant, într-o pădure de fag-carpen. El străbate sate ca Ulmu, Văsieni, Ruseștii Noi ș.a. Înclinarea medie a râului constituie 1,5 grade. De la izvor până la satul Sălcuța cursul râului are direcție în sud-est, apoi cotește spre nord-est. Valea râului este simetrică până la s. Bardar, mai departe se conturează asimetrie de dreapta. Lățimea luncii variază între 0,5-1,0 km în cursul superior până la 2,0-2,5 km în cursul inferior. În trecut, în vale de s. Costești râul forma meandre. Ulterior, albia a fost îndreptată și adâncită.

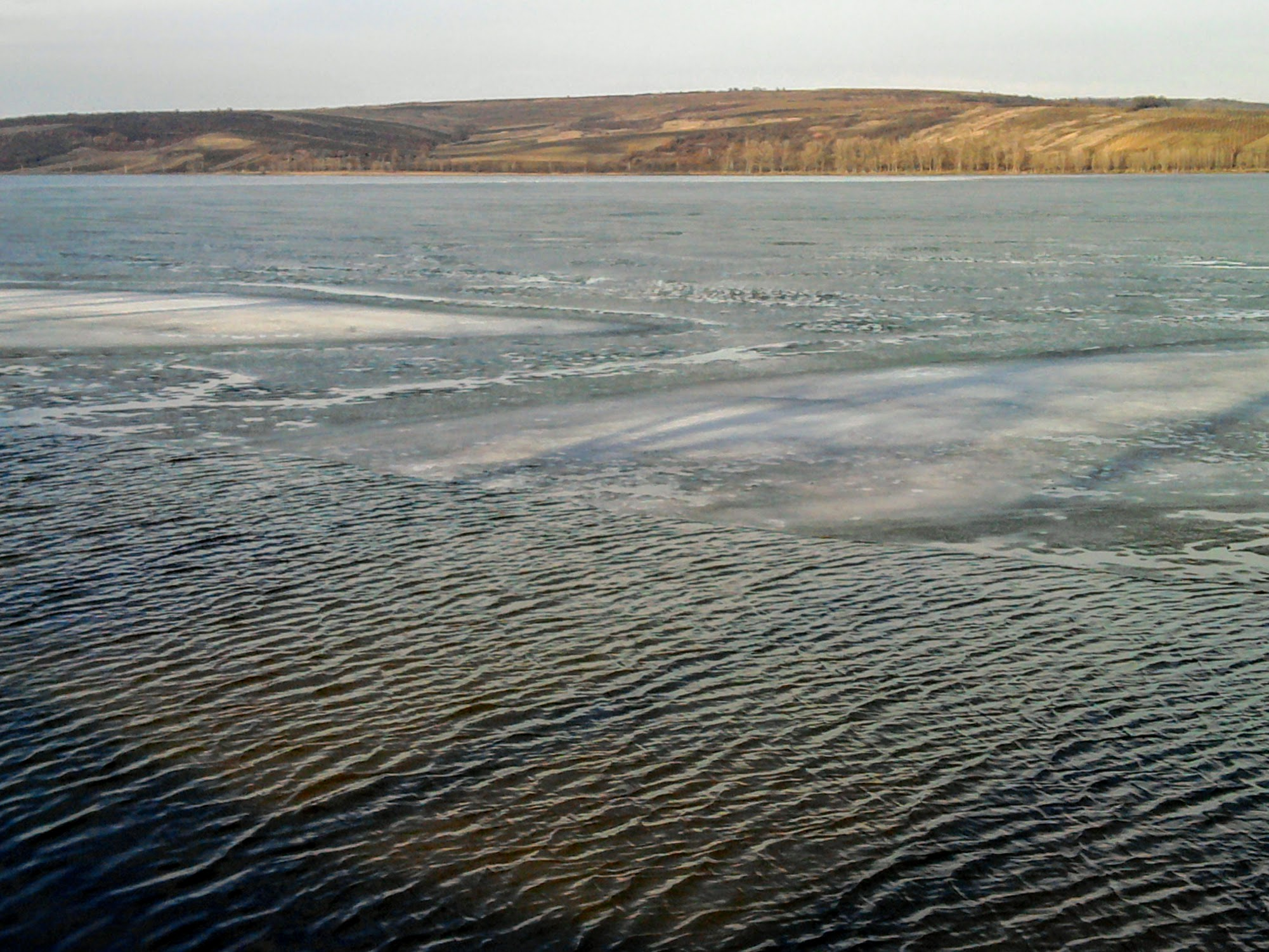
Lacul de acumulare de la Costești, pe râul Botna

## Etimologie
Nume râului poate fi explicat prin apelativul românesc regional botină - „vas din doage de lemn sau făcut dintr-o buturugă prin scobire”, prin extensiune semantică – „izvor captat într-un asemenea vas”. La forma actuală s-a ajuns prin eliminarea în pronunție a vocalei neaccentuate ‹i› și articularea enclitică a denumirii. Semnificația de origine a denumirii va fi fost „valea izvoarelor”, „râul de pe valea cu multe izvoare”. Botna este menționată documentar începând cu anul 1429.

## Floră
Cercetările algoflorei în anii 1960-'70 a evidențiat 255 specii de alge în lacul Ulmu, 211 - în lacul Costești, 251 în lacul Răzeni. Flora acvatică este reprezentată de: lintiță de apă (Lemna minor), papură (Phargmites australis), coada-calului (Equisetum arvense), dentiță (Bidens tripartita), piperul de baltă (Polygonum hydropiper) etc.